# STS-91

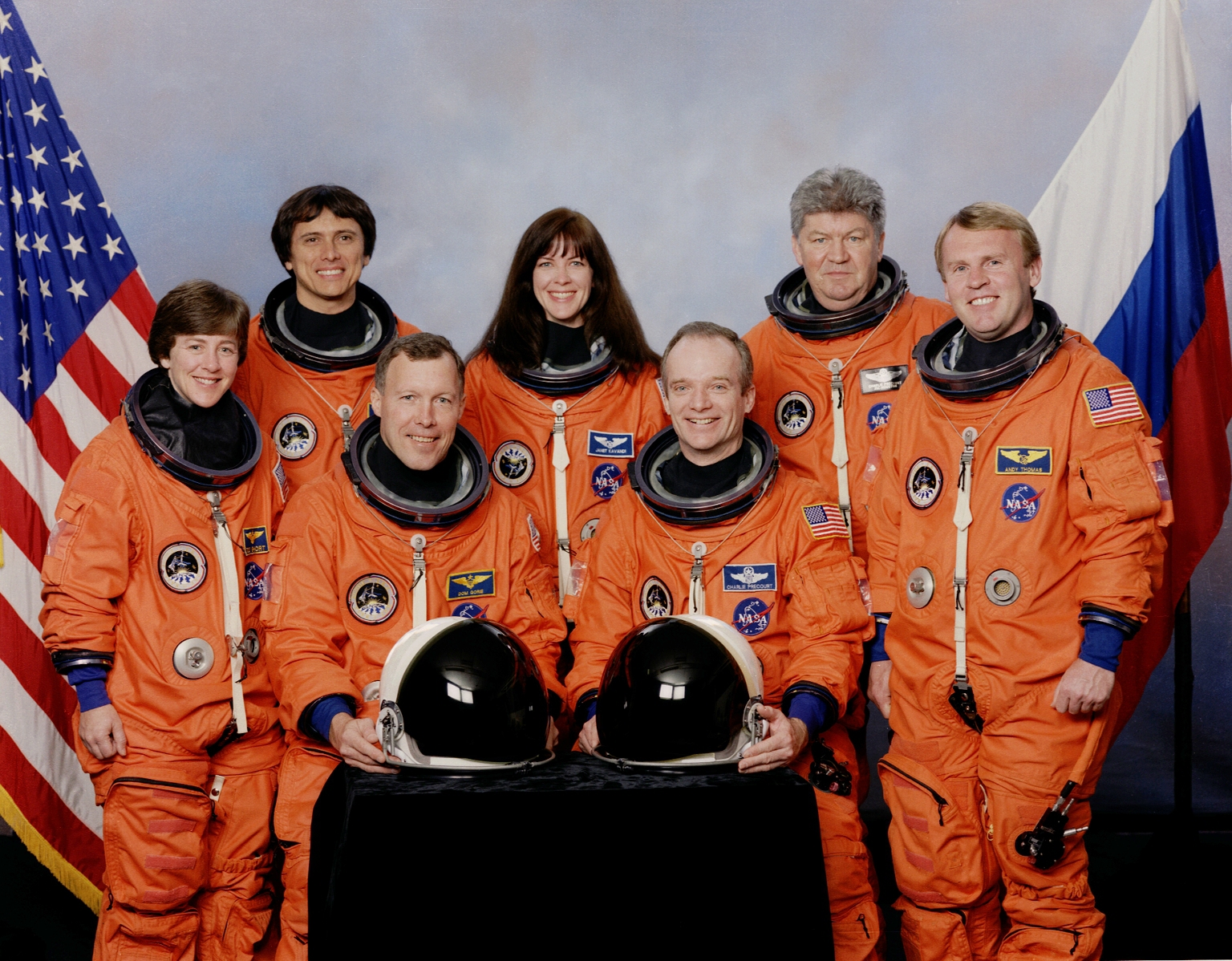
Екіпаж STS-91:Зліва направо — фронт: Горі, Прекорт; Повернутися: Лоуренс, Чанг-Діас, Каванді, Рюмін, Томас

STS-91 — космічний політ шатла «Діскавері» за програмою «Спейс Шаттл» (91-й політ програми). Діскавері стартував 2 червня 1998 року з Космічного центру ім. Кеннеді в штаті Флорида. STS-91 став останнім польотом шатла до орбітального комплексу «Мир» за програмою «Мир — Шаттл»

## Корисне навантаження
Вантажний відсік «Діскавері» був оформлений не так, як звичайно. У його передній частині була встановлена зовнішня шлюзова камера, на верху якої розміщувалася стикувальна система шаттла ODS зі стикувальним агрегатом типу АПАС. За шлюзовою камерою був встановлений тунельний адаптер з люком для виходу у відкритий космос. Від нього в напрямку до одинарного модулю Spacehab SM йшов перехідний тунель. У кількох попередніх польотах використовувався подвійний модуль Spacehab DM, але цього разу він би не вмістився, тому що за модулем у вантажному відсіку була встановлена поперечна ферма, на якій розміщався спектрометр AMS.

### Маса
- Маса корабля при старті — 204 774,6 кг, включаючи:
  - Маніпулятор RMS — 451 кг.
  - Стиковочна система ОРВ — 1822 кг.
  - Модуль Spacehab SM — 10 093 кг.
  - ‘'Спектрометр AMS‘‘ — 4171 кг.
- Маса корабля при посадці — 111 785,9 кг.

### Спектрометр «AMS»
У 1995 році Міністерство енергетики США погодилося фінансувати експеримент доктора Семюела Тінга з реєстрації частинок антиматерії і «прихованої маси» у Всесвіті. Професор фізики Массачусетського технологічного інституту Тінг, протягом багатьох років займається фізикою елементарних частинок і в 1976-му був удостоєний Нобелівської премії з фізики за відкриття J — частинок. Магнітний спектрометр AMS (укр. Альфа-магнітний спектрометр) було вирішено встановити на борту Міжнародної космічної станції, а перший зразок випробувати у польоті STS-91.

## Екіпаж
До стартового екіпажу входило шість осіб, до екіпажу повернення — сім.

### Екіпаж старту
- (НАСА): Чарлз Прекорт (4)[1] — командир.
- (НАСА): Домінік Горі (1) — пілот.
- (НАСА): Франклін Чанг-Діаз (англ. Franklin Ramón Chang-Díaz)(6) — фахівець.

за програмою польоту −1, керівник робіт з корисним навантаженням;
- (НАСА): Венді Лоуренс (3) — фахівець з програмою польоту −2.
- (НАСА): Джанет Каванді (1) — фахівець з програмою польоту −3;.
- Роскосмос: Валерій Рюмін (4) — фахівець з програмою польоту −4.

### Екіпаж повернення
Разом з екіпажем старту на Землю повернувся після чотиримісячної роботи на ОК «Мир» астронавт НАСА Ендрю Томас.
- (НАСА): Ендрю Томас (2)